# St. Kilian (Geslau)

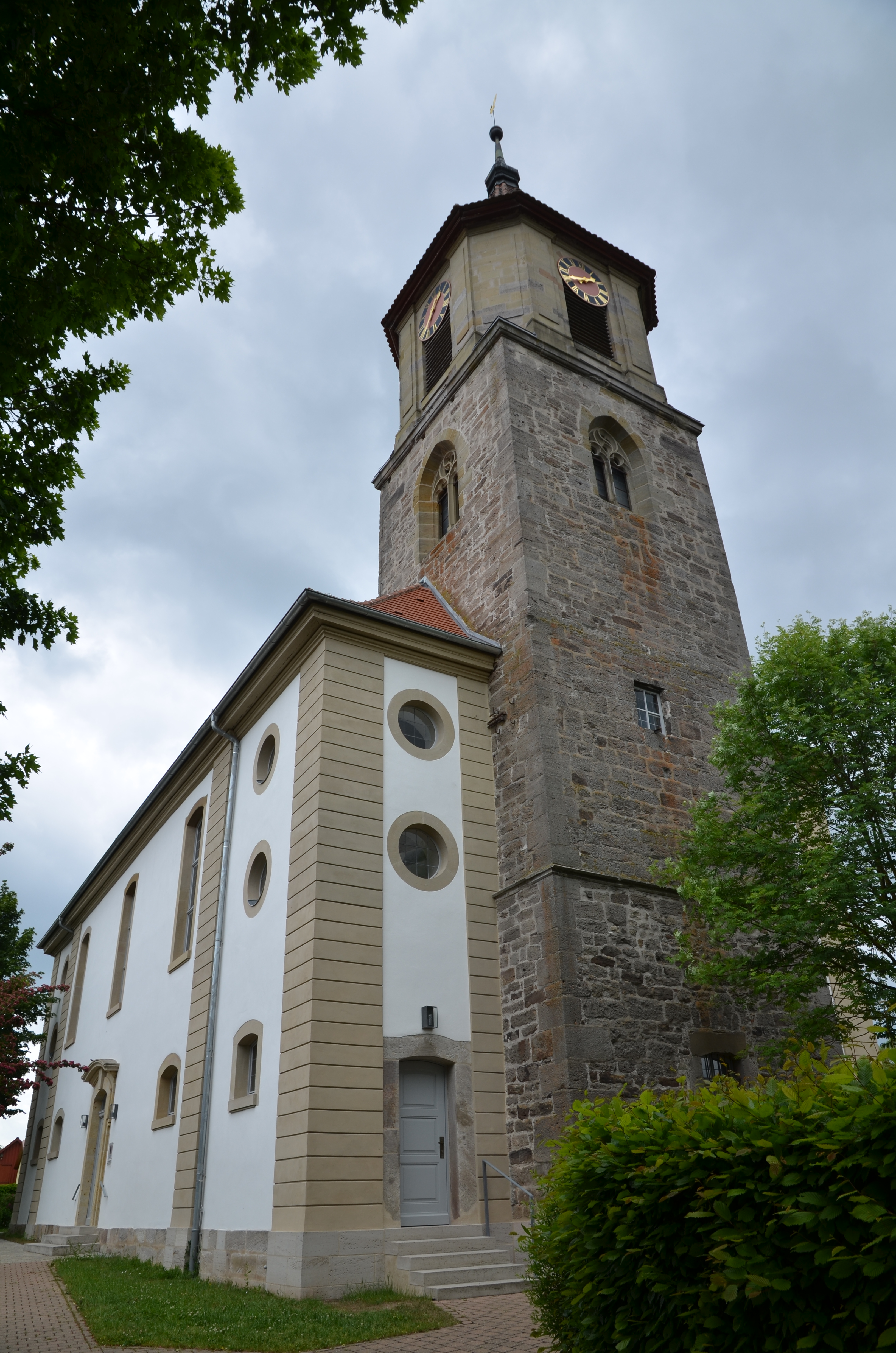
St. Kilian (Geslau)

Die evangelische, denkmalgeschützte Pfarrkirche St. Kilian steht in der Gemeinde Geslau im Landkreis Ansbach (Mittelfranken, Bayern). Das Bauwerk ist unter der Denkmalnummer D-5-71-155-5 als Baudenkmal in der Bayerischen Denkmalliste eingetragen. Die Kirche gehört zur Pfarrei Geslau-Frommetsfelden im Evangelisch-Lutherischen Dekanat Leutershausen im Kirchenkreis Ansbach-Würzburg der Evangelisch-Lutherischen Kirche in Bayern.

## Beschreibung
Die Saalkirche wurde 1737–41 nach einem Entwurf von Johann David Steingruber im Markgrafenstil errichtet. Der in das mit einem Walmdach bedeckte Langhaus halb eingestellte Kirchturm auf quadratischem Grundriss im Osten ergänzte einen um 1400 gebauten Chorturm. Sein oberstes achteckiges, mit Pilastern gegliedertes Geschoss beherbergt die Turmuhr und den Glockenstuhl. Darauf sitzt ein achtseitiger spitzer Helm. Der Innenraum hat umlaufende Emporen. Zur Kirchenausstattung gehört ein Kanzelaltar aus dem frühen 19. Jahrhundert. Die Empore, auf der die Orgel steht, ist zum Geschoss des Kirchturms hin geöffnet. Die Orgel mit 15 Registern, 2 Manualen und Pedal wurde 1989 von Deininger & Renner errichtet.